# On a échangé nos mamans
On a échangé nos mamans est un docu-réalité français anciennement diffusé sur M6 un mardi soir par mois entre le 13 janvier 2004 et le 24 janvier 2006, et produite par Endemol. Les épisodes de cette émission ont été de nombreuses fois rediffusés sur M6 et sur Téva.
Le 23 mars 2004, un épisode spécial On a échangé nos papas a été diffusé mais n'a pas convaincu la chaîne. Lors de la saison 6, l'expérience est renouvelée sur la chaine NT1. Le 7 février 2017, un épisode spécial est diffusé, pour la première fois, un papa et une maman changeaient de famille. 
L'émission a fait son retour sur NT1 le 16 juin 2015 pour une nouvelle saison comprenant 5 épisodes. Une saison 6 est diffusé sur la même chaine NT1 du 3 janvier 2017 au 7 février 2017. Durant cette saison, un appel aux casting a lieu pour une septième saison.

## Description
Cette émission propose à deux familles complètement différentes qui ne se connaissent pas d'échanger leurs familles pendant une semaine, c'est-à-dire qu'une mère va dans une famille et l'autre mère dans l'autre famille. Autre environnement, autre maison, autres enfants, autre figure paternelle, feront désormais partie de leur quotidien. Dans un premier temps, les mamans se plient aux règles de la nouvelle famille pour finir par adapter à leur tour leurs propres règles.
Actuellement[Quand ?], l’émission fait débat sur la plateforme YouTube à la suite d'une vidéo mise en ligne par la Youtubeuse Mavachou qui y dénonce les mises en scènes et les différentes aberrations avancées par TF1 durant son passage dans l’émission.

## Épisodes

### Saison 1 (2004)
1. Maman maniaque ou maman bohème  (13 janvier 2004)
2. Famille catholique et traditionnelle ou famille recomposée

1. Maman indépendante et maman dévouée  (2 février 2004)
2. Maman sédentaire aisée et maman nomade

1. Maman poule et maman autoritaire   (9 mars 2004)
2. Maman sportive et maman bonne vivante

1. On a échangé nos papas  (23 mars 2004)
2. Maman indépendante active et maman au foyer

1. Maman pantouflarde et maman super active  (1er juin 2004)
2. Maman d'enfant unique et maman de famille nombreuse

### Saison 2 (2004-2005)
1. Maman indépendante et maman au service de sa famille  (7 septembre 2004)
2. Maman farniente et fête et maman sport et découverte en vacances

1. Maman économe, maman dépensière  (5 octobre 2004)
2. Maman discipline militaire et maman cool et laisser faire  (2 novembre 2004)
3. Maman stricte et maman d'enfant-roi  (23 novembre 2004)
4. Maman tradition et bonnes manières et maman exubérante  (30 novembre 2004)
5. Maman des villes et maman des champs  (11 janvier 2005)
6. Maman gendarme au foyer et maman tout pour le fun  (8 février 2005)
7. Maman canadienne traditionnelle, maman française moderne  (5 avril 2005)
8. Maman isolée sur une île contre maman vit à cent à l'heure  (17 mai 2005)

### Saison 3 (2005-2006)
1. Maman les pieds dans l'eau en Thaïlande et maman les pieds sur terre  (20 septembre 2005)
2. Maman tout pour le vélo et maman tout pour l'école

1. Maman Tout pour la musique et maman Tout pour ma tribu  (18 octobre 2005)
2. Maman Cow boy et maman Princesse

1. Maman Mes dix enfants vivent dans la rigueur et Maman Je gâte ma fille unique  (24 janvier 2006)
2. Maman mes triplés sont des petites filles modèles et maman mes quadruplés

Audience : 3.3 millions de téléspectateurs et 14 % de PDA

### Saison 4 (2010)
Diffusion dès le 29 septembre 2010 à 20h40.
1. Evelyne et Frédérique (29 septembre 2010 > 20h4DifAudience : 2 millions de téléspectateurs
2. Bettina et Christelle (29 septembre 2010 > 22h00) Audience : 1.7 million de téléspectateurs

### Saison 6 (2017)
Diffusion du mardi 2 janvier au mardi 7 février 2017 sur NT1 en prime time. La saison contient 5 épisodes.
L'épisode 3 est un épisode spécial renommé pour l'occasion On a échangé nos papas. L'épisode 5 est lui aussi un épisode spécial puisqu'une maman et un papa changent de famille.
La voix-off de l'émission sur cette saison est le comédien Julien Bocher.
Audiences :
| Chaine de diffusion | Heure | Ep. | Date de diffusion     | Audiences | PDA (4 +) |
| ------------------- | ----- | --- | --------------------- | --------- | --------- |
| NT1                 | 20h55 | 1   | mardi 10 janvier 2017 | 623.000   | 2,6 %     |
| NT1                 | 20h55 | 2   | mardi 17 janvier 2017 | 799.000   | 3,3 %     |
| NT1                 | 20h55 | 3   | mardi 24 janvier 2017 | 594.000   | 2,4 %     |
| NT1                 | 20h55 | 4   | mardi 31 janvier 2017 | 497.000   | 2,0 %     |
| NT1                 | 20h55 | 5   | mardi 7 février 2017  | 482.000   | 1,9 %     |

## Versions étrangères
- La version biélorusse Обмен Жёнами est actuellement diffusé sur Канал ОНТ.
- La version britannique intitulée Wife Swap a été diffusée entre 2003 et 2009 sur Channel 4.
- La version américaine Wife Swap est diffusée depuis 2004 sur le réseau ABC. En France, l'émission est doublée et intitulée Chéri, je change de famille sur NRJ 12 et AB1 et Ma nouvelle famille sur Chérie 25.
- Au Québec, la version américaine est doublée en français et porte le titre On a échangé nos mères.  L'émission y est diffusée sur Canal Vie[1].
- En Espagne, le programme s'appelle "Me cambio de familia" et est diffusé sur Cuatro.